# Federico Luppi
Federico José Luppi (Ramallo, Buenos Aires, 23 de febrero de 1936-Buenos Aires, 20 de octubre de 2017)  fue un  actor argentino, uno de los más reconocidos tanto en su país como en el exterior debido a una extensa trayectoria en cine y televisión que lo llevó a trabajar en casi toda Hispanoamérica (Argentina, México, Uruguay, Perú, Chile…) y España. A lo largo de su carrera obtuvo numerosos premios, entre los que se cuenta una Concha de Plata en el Festival de San Sebastián así como seis Premios Cóndor de Plata de la Asociación de Cronistas Cinematográficos de la Argentina y dos nominaciones en los Premios Goya de España, entre otros.
Luppi fue uno de los nombres más representativos del cine en habla hispana, con destacadas películas que se han vuelto clásicos, tales como El romance del Aniceto y la Francisca (1967), La Patagonia rebelde (1973), Tiempo de revancha (1981), Cronos (1992), Un lugar en el mundo (1992), Sol de otoño (1996), Nadie hablará de nosotras cuando hayamos muerto (1996), Martín (Hache) (1997), El espinazo del diablo (2001), Fase 7 (2010) y Cuatro de copas (2012). Además, trabajó con directores reconocidos internacionalmente tales como Guillermo del Toro, Leonardo Favio, Raúl de la Torre, Pablo Yotich, Juan José Campanella y Adolfo Aristarain.

## Biografía

### Primeros años
Luppi nació en una modesta familia de ascendencia italiana. Como muchos otros actores, pasó por diversos trabajos antes de probar suerte en el teatro. Su vocación inicial fue el arte, pero antes de dedicarse al mismo trabajó como carnicero en un frigorífico, corredor de seguros y empleado en un banco. Sin embargo, Luppi prefería dibujar. Se matriculó en Bellas Artes para estudiar escultura, pero lo dejó al poco tiempo, comenzando luego su carrera en la actuación.

### Carrera

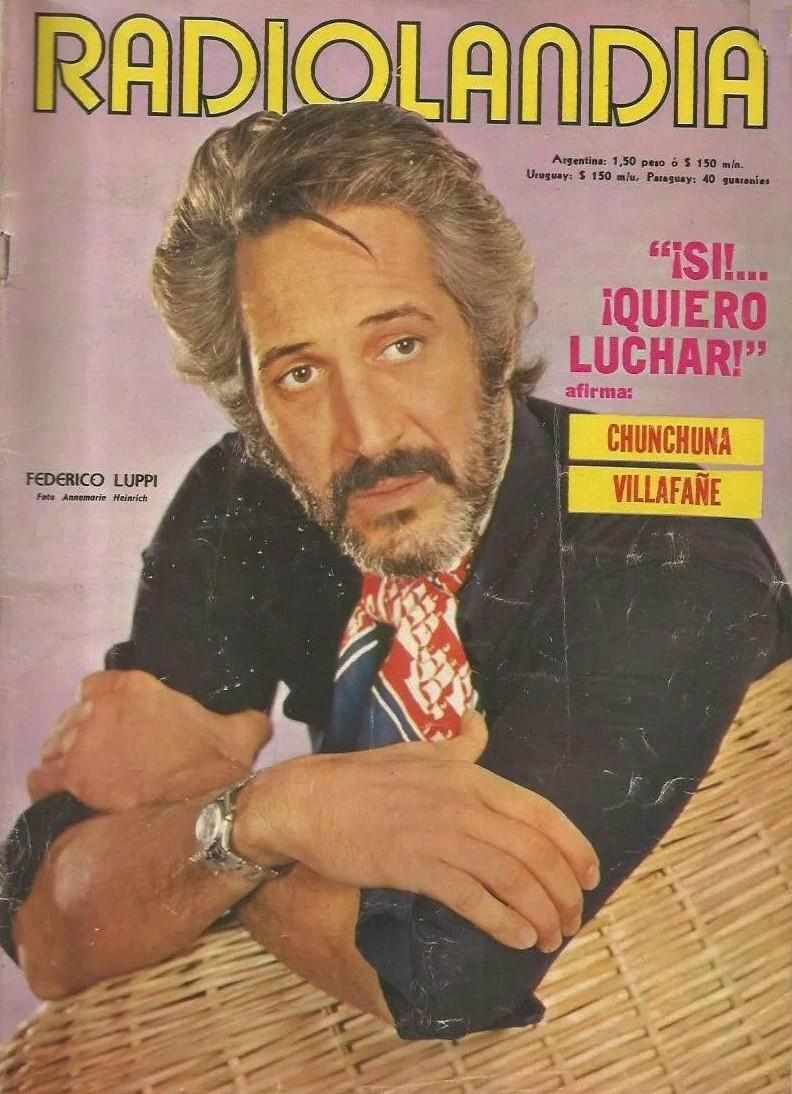
Luppi fotografiado por Annemarie Heinrich en 1972, para la revista Radiolandia.

Su primera película fue Pajarito Gómez (1965), y su consagración cinematográfica (el género actoral en el que ha tenido más continuidad) se produjo gracias al filme El romance del Aniceto y la Francisca, de Leonardo Favio.
Dotado de una voz tan poderosa como su presencia en pantalla, Luppi hizo creíbles todos sus personajes y fue convincente en las expresiones más temperamentales, como en el thriller español Nadie hablará de nosotras cuando hayamos muerto.
Además de su colaboración con Favio, se lo reconoce por sus protagónicos en las películas clásicas del director argentino Adolfo Aristarain: Tiempo de revancha (1981), Últimos días de la víctima (1982), Un lugar en el mundo (1992) y Lugares comunes (2002). También fue dirigido por Fernando Ayala en seis películas: Triángulo de cuatro (1975), Plata dulce (1982), El arreglo (1983), Pasajeros de una pesadilla (1984), Sobredosis (1986) y El año del conejo (1987).
Luppi fue un frecuente colaborador del director mexicano Guillermo del Toro, con quien trabajó en tres películas: Cronos (conocida también como La invención de Cronos), El espinazo del diablo y El laberinto del fauno.
Ostenta el récord de ser el actor argentino con más Premios Cóndor de Plata al mejor actor, que ganó seis veces. 
Luego de convertirse en uno de los actores argentinos de mayor prestigio internacional y de protagonizar varias películas del cine argentino, se radicó en España en 2001, airado por la implantación del corralito,[cita requerida] poco antes de la crisis política argentina que concluyó con la renuncia del presidente Fernando de la Rúa.

### En España
Luppi había obtenido la ciudadanía española por carta de naturaleza. Participó de importantes realizaciones; trabajó en series de televisión e incluso fue el protagonista de El guía del Hermitage en 2008, luego de diez años sin efectuar trabajos teatrales.
Probó suerte como director, con la película Pasos, de producción española. Tras probar en varias productoras, se rodó entre enero/febrero de 2004 y llegó a los cines en junio de 2005. Por esta película, las actrices Ana Fernández y Susana Hornos se alzaron con los premios a Mejor Actriz en el Festival Iberoamericano de Villaverde y a Actriz Revelación en el Festival Cinespaña de Toulouse (Francia), respectivamente.

### Últimos años
Desde mediados de la década de 2000 Luppi participó como actor de reparto en varias series de televisión argentinas, tales como El pacto y En terapia.
Su última actuación en cine fue en el rodaje de la película Necronomicón: el libro del infierno, de Marcelo Shapces, donde interpretó al coprotagonista.
Unos meses antes de fallecer confesó que pasaba apuros económicos: "Llego con lo justo a fin de mes...si llego". Su deceso lo encontró cuando intentaba volver al trabajo y presentarse con "Las últimas lunas", una obra teatral que a la vez era una meditación sobre la vida y la vejez.

## Vida personal
Estuvo casado entre los 23 y los 29 años, tuvo un hijo y una hija en ese matrimonio. Mantuvo una relación de diez años con la actriz Haydée Padilla, quien lo acusó de ejercer violencia física y psicológica contra ella, tanto en el ambiente doméstico como en público. Tuvo otro hijo con la actriz uruguaya Brenda Accinelli, al que no le pasaba una pensión alimenticia. En 2003 se casó con la actriz española Susana Hornos.
Su hijo, Gustavo Luppi y su nieto (hijo de Gustavo) Juan Luppi siguieron los mismos pasos. Ambos son actores. Juan reside en España donde ha trabajado en cine y televisión.
Padre e hijo, en julio de 2019 presentaron juntos Hombres y ratones, de John Steinbeck, obra surgida de una novela del propio autor, que a 80 años de su estreno en Estados Unidos y luego de su reposición en Broadway (2014)  llegó a Buenos Aires, en una versión de Lisandro Fiks, que protagonizaron hijo y nieto de Federico.
Federico Luppi falleció a los 81 años, en las primeras horas del 20 de octubre de 2017, en la Fundación Favaloro de Buenos Aires, donde había sido ingresado unos días antes y tenía previsto someterse a un tratamiento por complicaciones derivadas de haber sido operado de un coágulo en la cabeza unos meses antes, debido a una caída sufrida en su propia casa y golpearse contra la mesilla de su dormitorio. Sus restos mortales se encuentran en el Cementerio de la Chacarita de la capital argentina.

## Filmografía

### Como actor
- Pajarito Gómez (1965)
- Todo sol es amargo (1966)
- El romance del Aniceto y la Francisca (1967), dirigida por Leonardo Favio
- El ABC del amor (1967)
- El derecho a la felicidad (1968)
- Las ruteras (1968)
- El proyecto (1968) (inédita)
- Después del último tren (1969)
- Los herederos (1970)
- Mosaico (1970)
- Pasión dominguera (1970)
- Paula contra la mitad más uno (1971)
- Crónica de una señora (1971)
- La revolución (1973)
- Las venganzas de Beto Sánchez (1973), dirigida por Héctor Olivera
- La Patagonia rebelde (1974), dirigida por Hector Olivera
- Yo maté a Facundo (1975)
- Una mujer (1975)
- Triángulo de cuatro (1975), dirigida por Fernando Ayala
- Juan que reía (1976)
- Tiempo de revancha (1981), dirigida por Adolfo Aristarain
- Últimos días de la víctima (1982), dirigida por Adolfo Aristarain
- Plata dulce (1982), dirigida por Fernando Ayala
- El arreglo (1983), dirigida por Fernando Ayala
- No habrá más penas ni olvido (1983), dirigida por Hector Olivera
- Pasajeros de una pesadilla (1984), dirigida por Fernando Ayala
- La muerte blanca (1985)
- Luna caliente (1985)
- La vieja música (1985)
- Expreso a la emboscada (1986)
- Malayunta (1986)
- Los líos de Susana (1986) dir. Pedro Stocki
- Sobredosis (1986), dirigida por Fernando Ayala
- El año del conejo (1987), dirigida por Fernando Ayala
- The Stranger (1987), dirigida por Adolfo Aristarain
- Isla se alquila por hora (1989) dir. Víctor Maytland (video)[13]
- La amiga (1989)
- Cien veces no debo (1990), dirigida por Alejandro Doria
- Mi querido Tom Mix (1991)
- Las tumbas (1991)
- Un lugar en el mundo (1992), dirigida por Adolfo Aristarain
- Cronos (1993), dirigida por Guillermo del Toro
- Matar al abuelito (1993)
- Guerreros y cautivas (1994)
- Sin opción (1995)
- Extasis (1995)
- Nadie hablará de nosotras cuando hayamos muerto (1995)
- La ley de la frontera (1995)
- Caballos salvajes (1995), dirigida por Marcelo Piñeyro
- Sol de otoño (1996), dirigida por Eduardo Mignogna
- Bajo bandera (1997), dirigida por Juan José Jusid
- Hombres armados (1997)  (Estados Unidos)
- Martín (Hache) (1997), dirigida por Adolfo Aristarain
- Frontera Sur (1999)
- Lisboa (1999) dirigida por Antonio Hernández
- Las huellas borradas (1999), de Enrique Gabriel Lipschutz
- Divertimento (2000)  (España)
- Invocación (2000)
- Rosarigasinos (2001)
- El espinazo del diablo (2001), dirigida por Guillermo del Toro.
- Los pasos perdidos (2001)
- La balsa de piedra (2002)
- El último tren (2002), dirigida por Diego Arsuaga.
- Lugares comunes (2002), dirigida por Adolfo Aristarain.
- Incautos (2003), dirigida por Miguel Bardem.
- Machuca (2004), dirigida por Andrés Wood.
- Elsa y Fred (2005), dirigida por Marcos Carnevale.
- El buen destino (2005), dirigida por Leonor Benedetto.
- El viento (2005), dirigida por Eduardo Mignogna.
- Cara de queso (2006), dirigida por Ariel Winograd.
- El laberinto del fauno (2006), dirigida por Guillermo del Toro.
- La luna en botella (2007), dirigida por Grojo.
- El último justo (2007), dirigida por Manuel Carballo.
- La habitación de Fermat (2007), dirigida por Luis Piedrahíta y Rodrigo Sopeña.
- Que parezca un accidente (2008), dirigida por Gerardo Herrero.
- Ese beso (2008), dirigida por Kamala López.
- Verano amargo (2009), dirigida por Juan Carlos Desanzo.
- Cuestión de principios (2009), dirigida por Rodrigo Grande.
- Sin retorno (2010), dirigida por Miguel Cohan.
- Fase 7 (2010), dirigida por Nicolás Goldbart.
- Cuatro de copas (2011), dirigida por Pablo Yotich.
- Puerta de Hierro, el exilio de Perón (2013)
- Inevitable (2014)
- Magallanes (2015)
- Al final del túnel (2016)
- Nieve negra (2017), dirigida por Martín Hodara.
- Necronomicón: el libro del infierno (2018) dirigida por Marcelo Schapces

### Como director

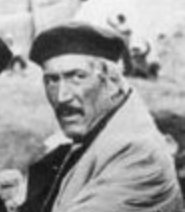
Federico Luppi en el papel de Facón Grande en La Patagonia rebelde (1974)

- Pasos (2005)

## Televisión
Actor
- El amor tiene cara de mujer (1964)
- Las chicas (1965)
- Cuatro hombres para Eva (1965)
- El malentendido (1966)
- Teatro Grand Guignol (1966)
- Historias de jóvenes (1966)
- Martín Fierro (1967)
- Vidas en crisis (1967-1968)
- Testimonios de hoy... autores argentinos (1968)
- Cosa juzgada (1969)
- Hospital privado (1970)
- Nosotros los villanos (1970)
- Dejame que te cuente (1971)
- Alta comedia (1971-1972)
- Zazá (1972)
- Mi amigo Andrés (1973)
- Primera figura (1973)
- Los protagonistas (1973)
- La casa, el teatro y usted (1974)
- Nosotros (1975)
- Tiempo de espera (Chile, 1976)
- Los amigos (Chile, 1977)
- Estudio 1 (España, 1978)
- Historias de mi tierra (Chile, 1978)
- Sonata de violín y piano (Chile, 1979)
- Troncal Negrete (Chile, 1980)
- Dios se lo pague (1981)
- Polémica en el bar (1982)
- Los días contados (1983)
- La tentación (1983)
- Situación límite (1984)
- Bellezas (1985)
- Sábados de comedia (1985)
- Supermingo (1986)
- Ficciones (1987)
- Hombres de ley (1987-1989)
- Di Maggio (1990)
- Atreverse (1991)
- ¡Grande, Pa! (1992)
- Luces y sombras (1992)
- Cuenteros (1993)
- Uno de ellos (1993)
- Cien años de perdón (1994)
- Los hermanos Pérez Conde (1996)
- Bajo Bandera (1997)
- 7 vidas (España, 2003)
- Los simuladores (España, 2006)
- Cazadores de hombres, serie de TV (2008).
- Tratame bien (2009)
- Impostores (2009)
- El pacto (2011)
- Los Sónicos (2011)
- Condicionados (2012)
- En Terapia  (2012)
- ¿Quién mató al Bebe Uriarte? (2014)

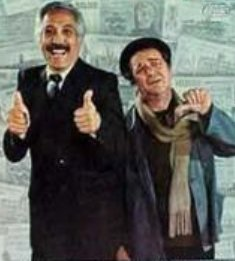
Junto al actor Julio de Grazia, en la película Plata dulce (1982)

## Premios y candidaturas
Festival Internacional de Cine de San Sebastián
| Año  | Categoría                      | Película       | Resultado |
| ---- | ------------------------------ | -------------- | --------- |
| 1997 | Concha de Plata al mejor actor | Martín (Hache) | Ganador   |

Premios Cóndor de Plata
| Año  | Categoría              | Película                              | Resultado |
| ---- | ---------------------- | ------------------------------------- | --------- |
| 2011 | Mejor actor de reparto | Sin retorno                           | Nominado  |
| 2003 | Mejor actor            | Lugares comunes                       | Nominado  |
| 2002 | Mejor actor            | Rosarigasinos                         | Nominado  |
| 1998 | Mejor actor            | Martín (Hache)                        | Ganador   |
| 1997 | Mejor actor            | Sol de otoño                          | Ganador   |
| 1996 | Mejor actor de reparto | La ley de la frontera                 | Nominado  |
| 1994 | Mejor actor            | Matar al abuelito                     | Nominado  |
| 1993 | Mejor actor            | Un lugar en el mundo                  | Ganador   |
| 1983 | Mejor actor            | Plata dulce                           | Ganador   |
| 1982 | Mejor actor            | Tiempo de revancha                    | Ganador   |
| 1968 | Mejor actor            | El romance del Aniceto y la Francisca | Ganador   |

Premios Goya
| Año  | Categoría                                   | Película                                        | Resultado |
| ---- | ------------------------------------------- | ----------------------------------------------- | --------- |
| 1995 | Mejor interpretación masculina protagonista | Nadie hablará de nosotras cuando hayamos muerto | Nominado  |
| 1995 | Mejor interpretación masculina de reparto   | La ley de la frontera                           | Nominado  |

Festival de Cine de Sitges
| Año  | Categoría   | Película | Resultado |
| ---- | ----------- | -------- | --------- |
| 1993 | Mejor actor | Cronos   | Ganador   |

Otros premios
- Premio Ciudad de Huelva en 2000 en el Festival de Cine Iberoamericano de Huelva.
- Premio Konex - Diploma al Mérito 2001 en la disciplina Actor de Cine.
- Mejor actor junto a Ulises Dumont por Rosarigasinos en el Festival Internacional de Cine de Mar del Plata de 2001.
- Mejor actor por  Cronos, en Fantasporto, el Festival Internacional de Cine fantástico de Portugal, en 1993.
- Premio Konex - Diploma al Mérito 1991 en la disciplina Actor Dramático Radio y TV.
- Premio Konex - Diploma al Mérito 1981 en la disciplina Actor Dramático Cine y Teatro.
- En 2009 la Asociación de Cronistas Cinematográficos de la Argentina le entregó el Premio Cóndor de Plata a la trayectoria.
- Premio Martín Fierro 2009: Mejor participación especial en ficción por Tratame bien.
- Premio Sur de honor - es un Premio cinematográfico otorgado anualmente por la Academia de las Artes y Ciencias Cinematográficas de la Argentina.